# 仮払消費税
仮払消費税（かりばらいしょうひぜい、suspense consumption tax paid）とは、企業が消費税について税抜方式を採用している場合において、仕入等を行った際に支払った消費税額（地方消費税額分を含む）を計上するための勘定科目。流動資産に区分される。
決算時に、販売等を行った際に受け取った消費税額である仮受消費税と相殺され、消費税法に基づく計算により算出される納税額は未払消費税として計上される。このとき、（仮受消費税 － 仮払消費税）と未払消費税との差額は雑収入又は雑損失で処理する。